# Ergün Penbe
Ergün Penbe (Zonguldak, Provincia de Zonguldak, Turquía, 17 de mayo de 1972) es un exfutbolista y director técnico turco.

## Selección nacional
Fue internacional con la selección de fútbol de Turquía en 49 ocasiones. Debutó el 20 de abril de 1994, en un encuentro amistoso ante la selección de Rusia que finalizó con marcador de 1-0 a favor de los rusos.

### Participaciones en Copas del Mundo
| Mundial                        | Sede                  | Resultado    |
| ------------------------------ | --------------------- | ------------ |
| Copa Mundial de Fútbol de 2002 | Corea del Sur y Japón | Tercer lugar |

### Participaciones en Eurocopas
| Eurocopa      | Sede                   | Resultado        |
| ------------- | ---------------------- | ---------------- |
| Eurocopa 2000 | Bélgica y Países Bajos | Cuartos de final |

## Clubes

### Como futbolista
| Club                 | País    | Año         |
| -------------------- | ------- | ----------- |
| Kilimli Belediyespor | Turquía | 1990 - 1992 |
| Gençlerbirliği S. K. | Turquía | 1992 - 1994 |
| Galatasaray S. K.    | Turquía | 1994 - 2007 |
| Gaziantepspor        | Turquía | 2007 - 2008 |

### Como entrenador
| Club                | País    | Año         |
| ------------------- | ------- | ----------- |
| Hacettepe S. K.     | Turquía | 2009        |
| Mersin İdmanyurdu   | Turquía | 2010        |
| Kartalspor          | Turquía | 2010 - 2011 |
| Kayseri Erciyesspor | Turquía | 2011        |

## Palmarés

### Como futbolista

#### Campeonatos nacionales
| Título               | Club              | País    | Año     |
| -------------------- | ----------------- | ------- | ------- |
| Copa de Turquía      | Galatasaray S. K. | Turquía | 1995-96 |
| Superliga de Turquía | Galatasaray S. K. | Turquía | 1996-97 |
| Superliga de Turquía | Galatasaray S. K. | Turquía | 1997-98 |
| Superliga de Turquía | Galatasaray S. K. | Turquía | 1998-99 |
| Copa de Turquía      | Galatasaray S. K. | Turquía | 1998-99 |
| Superliga de Turquía | Galatasaray S. K. | Turquía | 1999-00 |
| Copa de Turquía      | Galatasaray S. K. | Turquía | 1999-00 |
| Superliga de Turquía | Galatasaray S. K. | Turquía | 2001-02 |
| Copa de Turquía      | Galatasaray S. K. | Turquía | 2004-05 |
| Superliga de Turquía | Galatasaray S. K. | Turquía | 2005-06 |

#### Copas internacionales
| Título              | Club              | País    | Año     |
| ------------------- | ----------------- | ------- | ------- |
| Copa de la UEFA     | Galatasaray S. K. | Turquía | 1999-00 |
| Supercopa de Europa | Galatasaray S. K. | Turquía | 2000    |